# Teba (Egipat)
Teba (arapski: طيبة, Ṭībah), grad egipatskog boga Amona bio je ujedno i glavni grad Egipta tijekom Srednjeg i Novog kraljevstva. Nalazi se 800 km južno od Sredozemlja, na lijevoj obali Nila.
Grad Teba se gradio stoljećima i neprestano je rastao, te se stihijski izgrađivao što je prouzročilo njegov nepravilan plan. Teba nije imala zidina, a prostorno je bila organizirana prema Nilu, te su ulice mijenjale smjer kako rijeka zakreće. Građevine društvenog života (palače, hramovi, državni uredi, itd.) nisu bile koncentrirane na jednom mjestu, već razasute po čitavom gradu koji se rasprostirao u radijusu od 25 km s obje strane Nila. Ovaj bogati arheološki lokalitet se dijeli na „grad živih“ (s istočne strane Nila) u koji spadaju golemi hramovi u Luksoru i Karnaku i palače, te „grad mrtvih“ na zapadnoj strani Nila s nekropolama u Dolini kraljeva i kraljica s posmrtnim kraljevskim hramovima koji su odražavali kult mrtvih faraona. Hramovi u Karnaku (arapski: الكرنك, al-Karnak)  i Luksoru (arapski: الأقصر, Al-Uqṣur, u značenju "palače") su najveći kompleksi hramova drevnog Egipta.
Zbog toga je Teba, zajedno sa svojim nekropolama (Dolina kraljeva, Tebanske nekropole), 1979. godine upisana na UNESCO-ov popis mjesta svjetske baštine u Africi.

## Ime
Naziv Thebai je grčki prijevod staroegipatskog opet, što je bio naziv za "Hram u Karnaku" (od koptskog ta-pe, Ta-opet što je postalo Thebai), sjedišta tebanske trijade bogova Amona, Mut i Konsa. Od konca Novog kraljevstva, grad se na staroegipatskom niwt-imn ("Amonov grad"), što se može pronaći u hebrejskoj Bibliji kao נא אמון nōˀ ˀāmôn (Nahum (knjiga) 3:8)."No" je na hebrejskom skraćeni naziv za egipatskog boga Amon-Ra, kao i נא ("No") (Ezekiel (knjiga) 30:14).  Grci su ga prozvali  Diospolis (Διόσπολις) ili "Zeusov grad", jer su Grci poistovjećivali svoje vrhunsko boažanstvo - Zeusa s egipatskim Amonom. Kasnije su mu dodali prefiks megale (μεγάλη) u značenju  "Veliki", kako bi ga raslikovali od brojnih drugih grčkih gradova koji su nosili isto ime - Diospolis.  U Rimskom carstvu je nosio latinsko ime Diospolis Magna.

## Povijest
Ova lokacija je bila naseljena još oko 3200. pr. Kr. Pod imenom Vaset bio je od davnina prijastolnicom četvrte oblasti (staroegipatski: nome) Gornjeg Egipta. Prijestolnicom Egipta je postao za vladavine 11. dinastije Srednjeg egipatskog kraljevstva, ali i opet tijekom 18. dinastije Novog kraljevstva kada je doživio vrhunac za vladavine kraljice Hatšepsut) koja je ustanovila pomorsku trgovinu od tebanske luke Elim, danas Quasir do luke Elat u Akabskom zaljevu (Crveno more). Trgovina je u Egipat donijela mitru, bitumen, finu lananu tkaninu, natron i bakrene privjeske za golemu vjersku industriju u Karnaku koja je plaćala nubijskim zlatom. Tijekom 19. dinastije sjedište carstva se preselila na sjever prema delti Nila. Grčki pjesnik Homer je veličao bogatstvo Tebe u svojoj Ilijadi (9. Knjiga) iz oko 8. st. pr. Kr.: "... u egipatskoj Tebi sjaju hrpe dragocjenih metala, Tebi sa stotinu vrata."
Grad je propao u vrijeme asirske okupacije Egipta kada su hramovi spaljeni, razrušeni i opljačkani, a stanovnici Tebe odvedeni u roblje. Bio je to strašan kraj za najvažniji i najslavniji grad drevnog svijeta. Tutankhamonova grobnica, otkrivena 1922. g. nalazi se u Dolini kraljeva i spada među najsenzacionalnije svjedoke visoko razvijene egipatske civilizacije.